# شوكلات (أيسين)
شوكلات (بالفارسية: شوکلات) هي قرية تقع في إيران في قسم أيسين الريفي.